# 路易斯·厄萊茲
路易斯·桑海爾·厄萊茲（西班牙語：Luis Sangel Arráez，1997年4月9日—），為美國職棒大聯盟的內野手，目前效力於聖地牙哥教士，他先前曾效力於雙城與馬林魚兩隊。他在2019年登上大聯盟。

## 職業生涯

### 明尼蘇達雙城
2019年5月18日，厄萊茲登上大聯盟。他在初登場就敲出大聯盟首安，21日敲出大聯盟首轟。該年他的打擊率為3成34，並在新人王票選拿下第六名。隔年他出賽32場比賽，打擊率為3成21，並帶有13分打點。
2022年6月5日，厄萊茲達成單場5次上壘。6月9日，他和拜倫·布克斯頓、卡洛斯·柯瑞亞在第一局就從格里特·柯爾手中連敲3支全壘打。6月11日，厄萊茲敲出大聯盟生涯首支滿貫砲。7月10日，他生涯首度入選明星賽。

### 邁阿密馬林魚
2023年1月20日，雙城將厄萊茲交易到馬林魚，換來帕布羅·羅培茲、José Salas和Byron Chourio。

## 外部連結
- 球員資訊和成績在MLB ，ESPN ，Baseball Reference ，Baseball Reference (Minors) ，Fangraphs ，The Baseball Cube （英文）
- 路易斯·厄萊茲的X（前Twitter）